# Lüneburger Heide

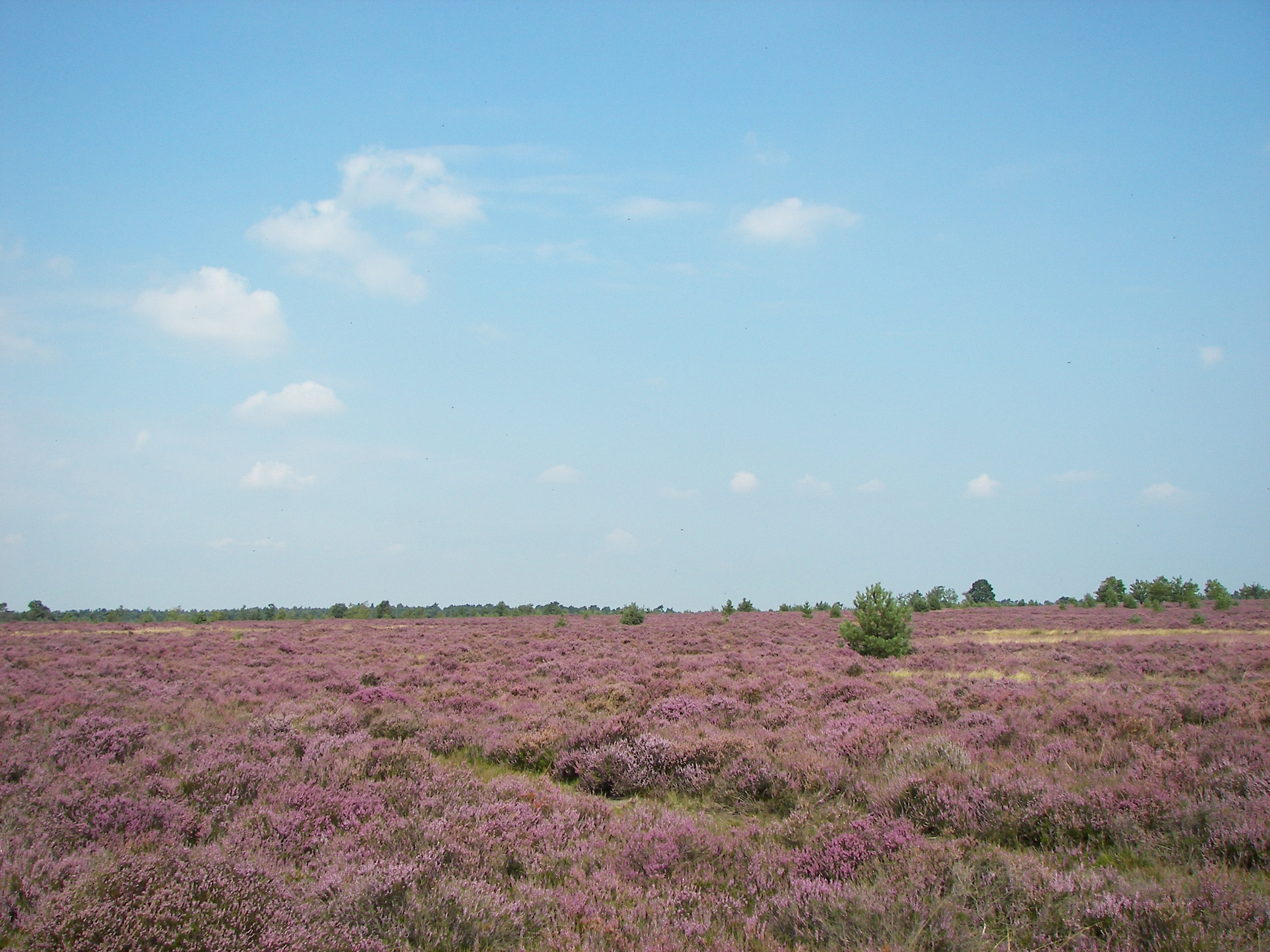
Lüneburger Heide

Lüneburger Heide fiind denumit după orașul Lüneburg, este o regiune întinsă de șes cu sol nisipos, sterp și păduri de foioase, situată în partea de nord-est a landului Niedersachsen, având la margine orașele Hamburg, Bremen și Hannover.

## Granițele regiunii
Nu se poate delimita regiunea printr-o linie de demarcație clară, s-ar putea lua în considerare fostul principat Lüneburg cu colțurile de delimitare Hamburg - Thomasburg - Gifhorn - Kirchlinteln.

## Geografie
Lüneburger Heide cuprinde districtele:
Celle, Gifhorn, Soltau-Fallingbostel, Uelzen, Lüneburg, Lüchow-Dannenberg, Rotenburg, Harburg, Verden.

## Inălțimi de teren

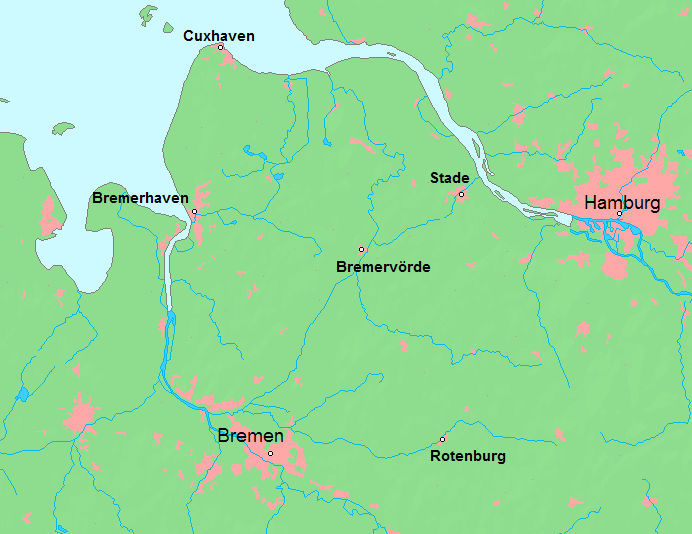
Triunghiul Elba-Weser

Wilseder Berg (169,2 m, Ahrberg (145 m), Hoher Mechtin (142 m), Pampower Berg (140 m), Lüßberg (130 m), Brunsberg, lângă Sprötze (129 m), Hingstberg (126 m), Höpenberg lângă Schneverdingen (120), Hausselberg (118 m), Mützenberg (115 m), Tellmer Berg (113 m), Schiffberg (107 m), Hummelsberg (106 m), Hengstberg (105 m), Drullberg și Thonhopsberg (104 m) ca și Kruckberg și Wietzer Berg (fiecare 102 m).

## Ape
Sunt pâraie sau râulețe numeroase ca Wietze, care alimentează Aller, Vissel, Böhme, Grindau Seeve și Örtze care se varsă în Elba

## Galerie de imagini

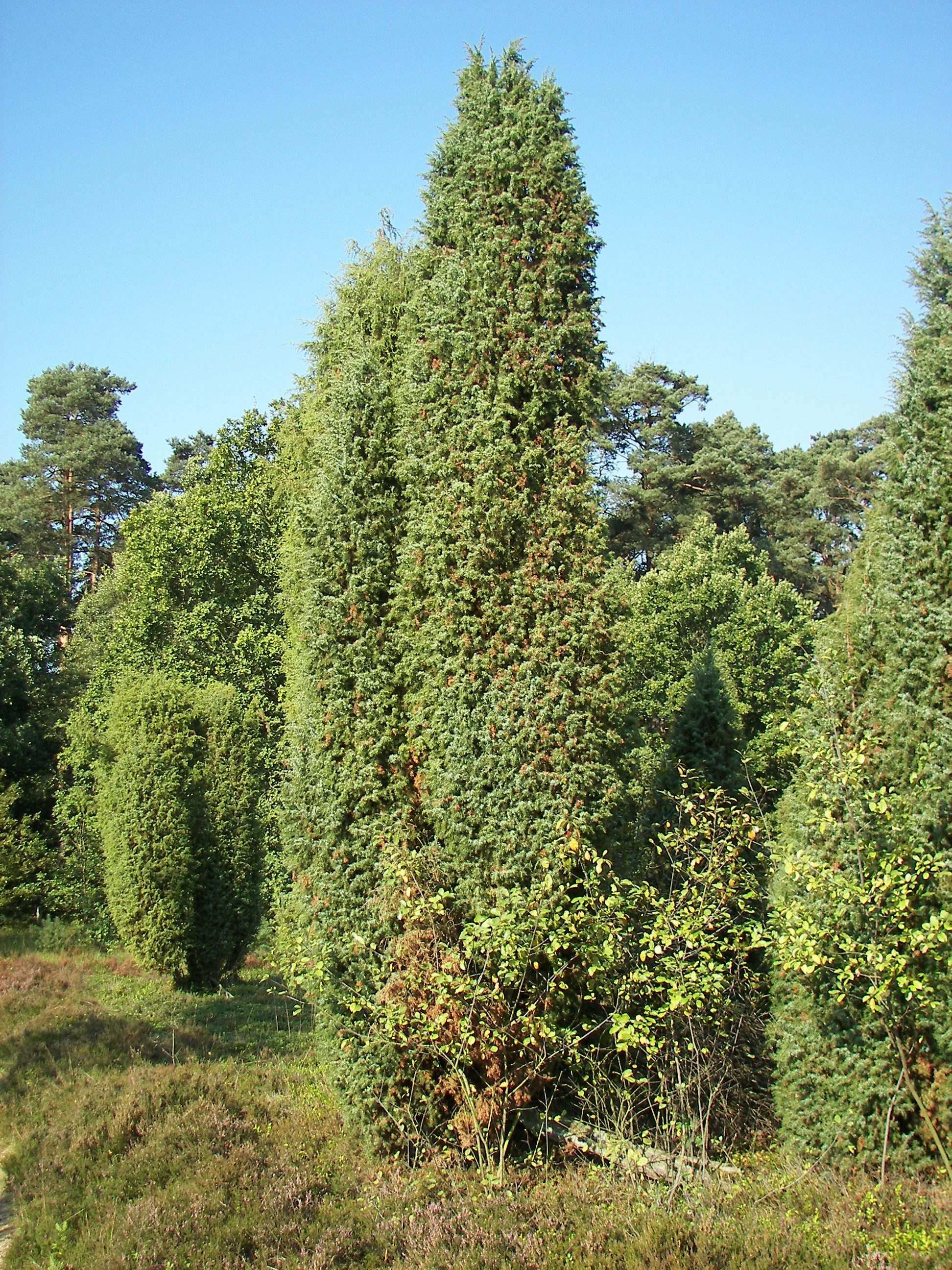
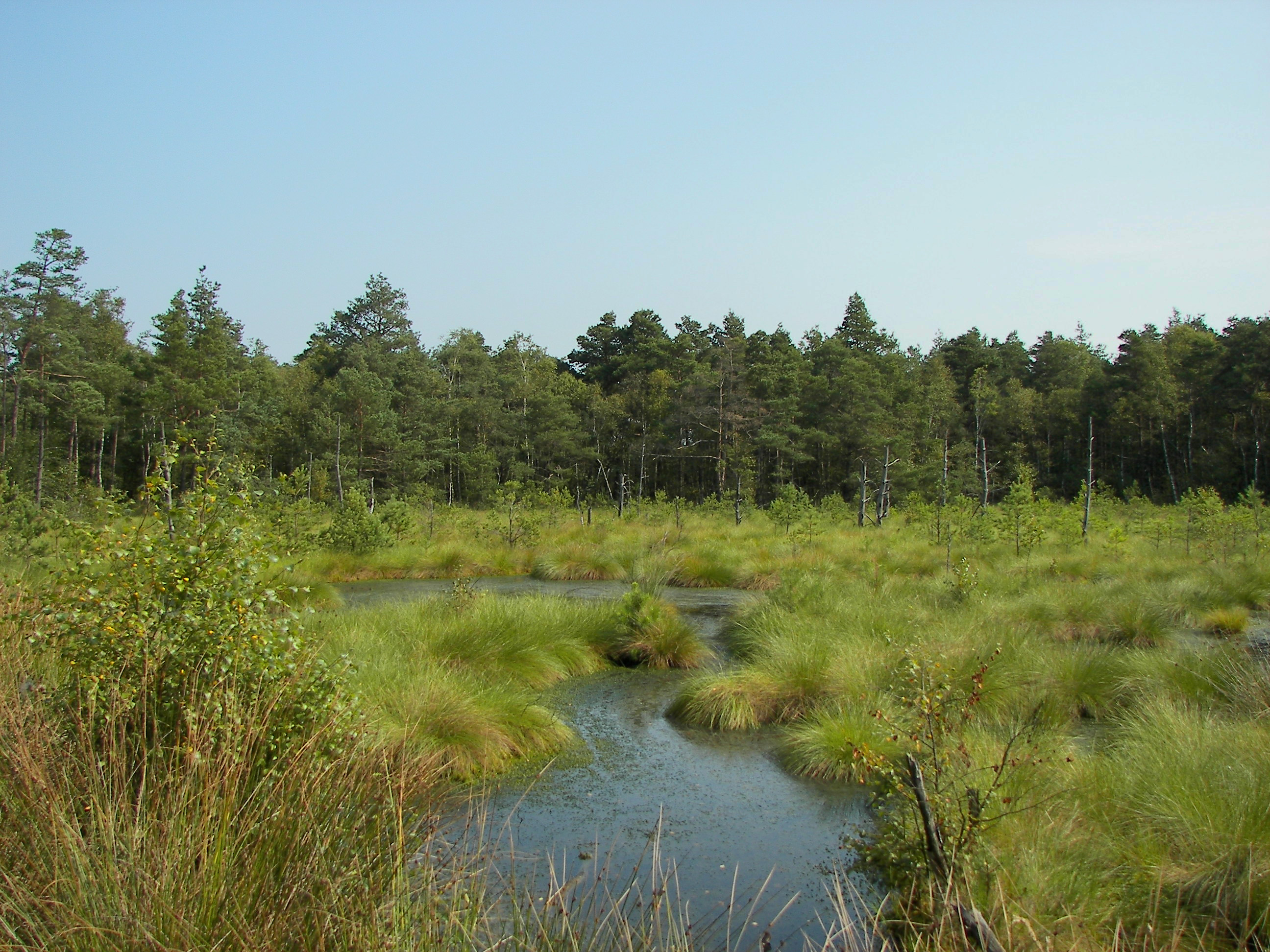
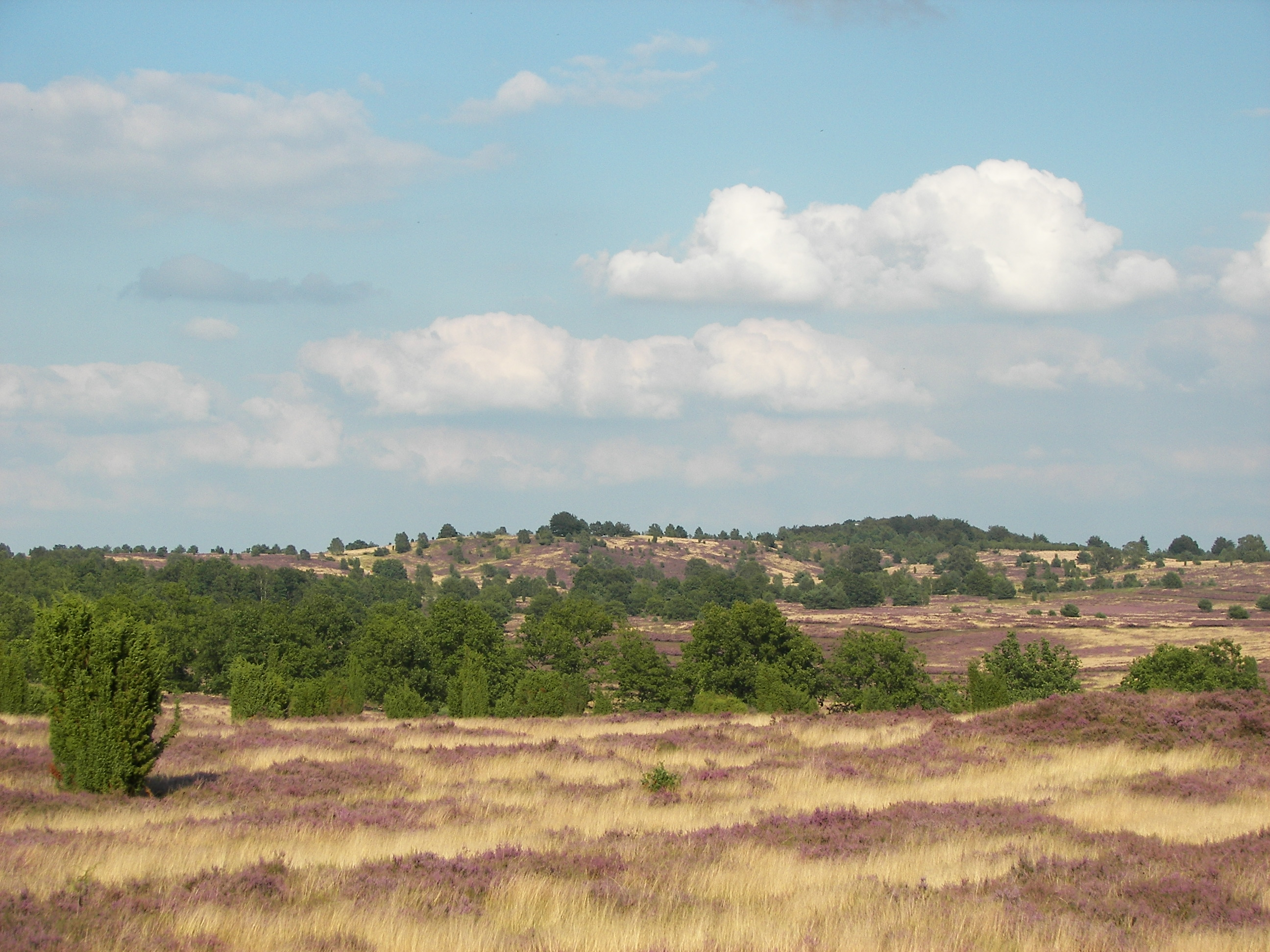
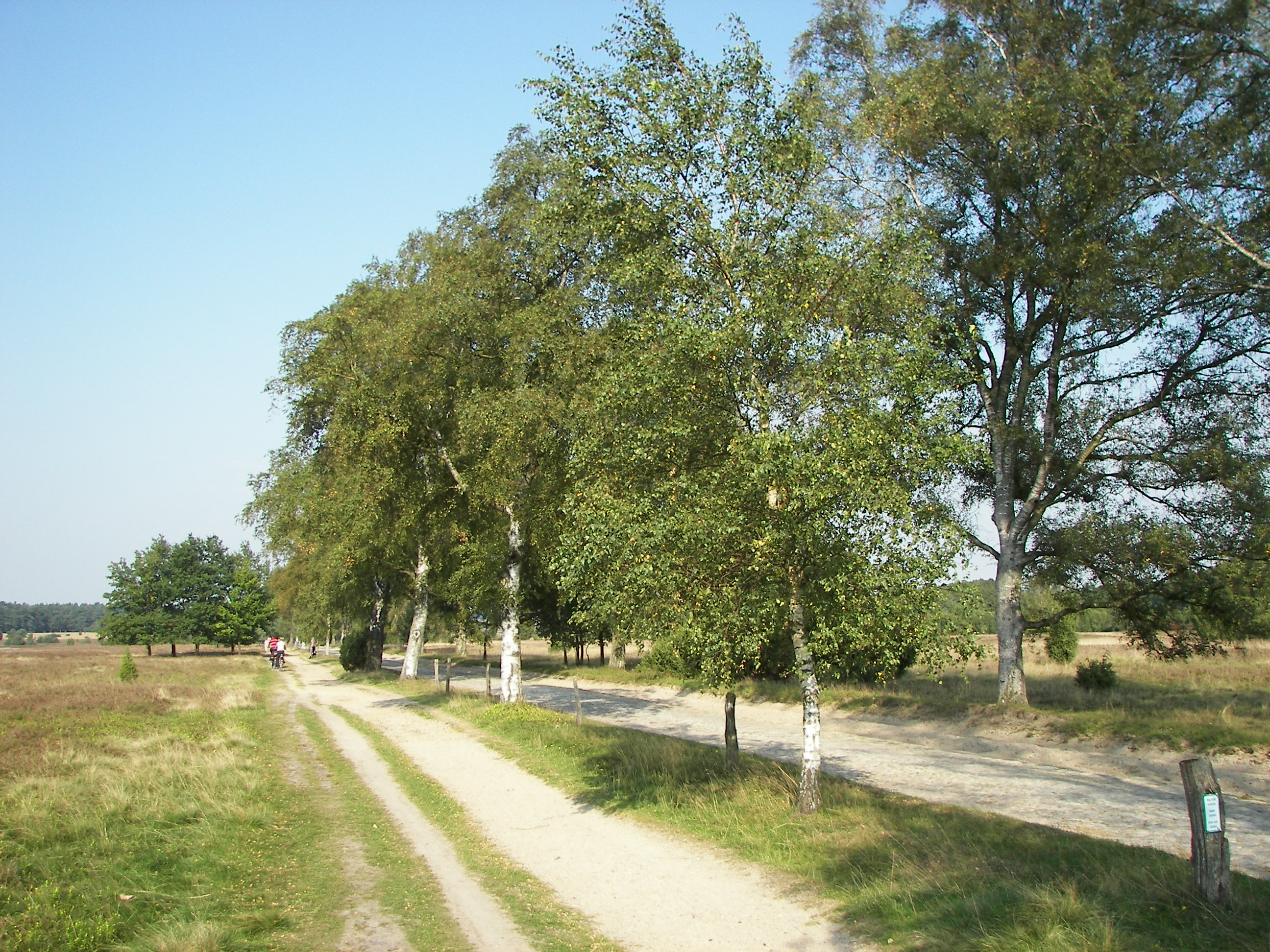